# HD 102350
HD 102350，又名CP-60 3325，SAO 251579、HR 4522，是一颗恒星，视星等为4.11，位于銀經295.19，銀緯0.71，其B1900.0坐标为赤經11h 41m 40.4s，赤緯-60° 0.71′ 21″。